# 時空
時空（じくう、英: spacetime）は、時間と空間を合わせて表現する物理学の用語、または、時間と空間を同時に、場合によっては相互に関連したものとして扱う概念である。時空間（time and space）ともいう。

## 概要
ニュートンは、この宇宙の時空は絶対的なもの（「絶対時間と絶対空間」、「ニュートン時空」などとも）であるとした。その時空では、空間は物理現象が起きる入れ物である3次元ユークリッド空間で、時間はそれとは独立した宇宙のどこでも一様に刻まれるものである。しかしニュートンには光学に関する研究と著作『光学』もあることなどから、これをニュートンの運動方程式などを構築するための単なる「仮定」だとする見方もある。
アインシュタインの相対性理論により、この宇宙観は一変した。特殊相対性理論では、(相対)速度が光速に近い場合の時間と空間に関する変換は、ニュートン的な時空を前提としたガリレイ変換ではなく、時間と空間が入り混じるローレンツ変換でなければならないことを示した。また、そのような、相対論が示す時空を「ミンコフスキー時空」という。一般相対性理論では、時空は物質の存在によって歪み、この歪みが重力の正体であることが説明された（電磁場とともに場の概念で扱われる）。どちらの概念も、現代物理学では標準として受け入れられている。
場の理論の量子化（場の量子論）では、余剰次元という概念が使われることがある。この分野の理論には、超弦理論などがある。不確定性原理を時空に当てはめるならば、時空の大きさがプランク長程度のものを考えるとき、時空自身は、存在時間がプランク時間程度で生成・消滅する物理的対象となる。このような描像は、時空泡 (space‐time foam) と呼ばれ、1955年にジョン・ホイーラーによって提案されている。また、1999年にリサ・ランドールとラマン・サンドラムによって提案されたブレーンワールドモデルは、「我々の住む4次元時空は、重力だけが伝播できる5次元時空中の膜のような4次元断面である」と考えるものである。